# 无梗钓樟
无梗钓樟（学名：Lindera tonkinensis var. subsessilis）为樟科山胡椒属下的一个变种。